# سوئیت هوم (اورگن)
سوئیت هوم (به انگلیسی: SweetHome) شهری در شهرستان لین ایالت اورگن است و در سرشماری سال ۲۰۱۱ میلادی، ۸٬۹۲۵ نفر جمعیت داشته که نسبت به سال ۲۰۱۰، ۰٫۹ درصد رشد جمعیت داشته‌است.

## موقعیت جغرافیایی
موقعیت جغرافیایی شهرها و مناطق اطراف به شرح زیر است: